# Synhomelix annulicornis
Synhomelix annulicornis là một loài bọ cánh cứng trong họ Cerambycidae.